# Eslováquia nos Jogos Olímpicos de Verão de 2016
Eslováquia participou dos Jogos Olímpicos de Verão de 2016, que foram realizados na cidade do Rio de Janeiro, no Brasil, entre os dias 5 e 21 de agosto de 2016.

## Natação
| Atleta               | Prova           | Eliminatórias | Eliminatórias | Semifinal   | Semifinal   | Final       | Final       |
| Atleta               | Prova           | Tempo         | Pos.          | Tempo       | Pos.        | Tempo       | Pos.        |
| -------------------- | --------------- | ------------- | ------------- | ----------- | ----------- | ----------- | ----------- |
| Katarína Listopadová | 100 m borboleta | 59,57         | 29º           | Não avançou | Não avançou | Não avançou | Não avançou |
| Katarína Listopadová | 100 m costas    | 1:01,43       | 22º           | Não avançou | Não avançou | Não avançou | Não avançou |

| Atleta          | Prova        | Eliminatórias | Eliminatórias | Semifinal   | Semifinal   | Final       | Final       |
| Atleta          | Prova        | Tempo         | Pos.          | Tempo       | Pos.        | Tempo       | Pos.        |
| --------------- | ------------ | ------------- | ------------- | ----------- | ----------- | ----------- | ----------- |
| Richard Nagy    | 400 m medley | 4:13,87       | 9º            | —           | —           | Não avançou | Não avançou |
| Tomáš Klobučník | 100m peito   | 1:02,93       | 42º           | Não avançou | Não avançou | Não avançou | Não avançou |